# Scinax blairi
A Scinax blairi a kétéltűek (Amphibia) osztályának békák (Anura) rendjébe és a levelibéka-félék (Hylidae) családjába tartozó faj.

## Előfordulása
A faj Kolumbia endemikus faja. Természetes élőhelye a nedves szavannák, édesvizű mocsarak, legelők, ültetvények, kertek, pocsolyák, öntözött mezőgazdasági földek, csatornák és árkok.